# Nightflyers (série de televisão)
Nightflyers é uma série de ficção científica norte-americana baseado no romance de 1980 de Mesmo nome de George R. R. Martin. A série foi cancelada após a primeira temporada devido a falta de sucesso.

## Sinopse
A história acompanha a tripulação de uma nave após a destruição da Terra. Em sua jornada a bordo da The Nightflyer, eles interceptam uma misteriosa espaçonave alienígena que pode ser a chave para a sua sobrevivência. Mas logo eles descobrem que podem estar caindo em uma armadilha assim que chegam até os confins mais obscuros do universo.

## Elenco e personagens
| Ator               | Personagem           | Temporada |
| Ator               | Personagem           | 1         |
| ------------------ | -------------------- | --------- |
| Gretchen Mol       | Dra. Agatha Matheson | Principal |
| Eoin Macken        | Karl D’Branin        | Principal |
| David Ajala        | Roy Eris             | Principal |
| Sam Strike         | Thale                | Principal |
| Maya Eshet         | Lommie               | Principal |
| Angus Sampson      | Rowan                | Principal |
| Jodie Turner-Smith | Melantha Jhirl       | Principal |
| Brían F. O’Byrne   | Auggie               | Principal |

## Produção
Primeira notícia sobre Syfy desenvolvendo uma série baseada nos livros de Martin surgiu em 2016, em meados de 2017 ela foi anunciada, e será baseada na adaptação para os cinemas de 1987. Martin por conta de seu contrato de exclusividade com a HBO não terá envolvimento direto com o projeto (porém será creditado como executivo produtor). A série terá suas gravações feitas em Limerick, Irlanda. Em setembro de 2017, a NBCUniversal (detentora do canal Syfy) estava em negociações com a Netflix para que a gigante do streaming entrasse como coprodutora, assim garantindo os direitos de distribuição internacional. Agora, o acordo está fechado, e assim o elenco também foi anunciado.
Depois da recepção da crítica e do público não ter sido tão positiva, a série foi cancelada em 2019.